# Yoldiella orcia
Yoldiella orcia är en musselart som först beskrevs av Dall 1916.  Yoldiella orcia ingår i släktet Yoldiella och familjen Yoldiidae. Inga underarter finns listade i Catalogue of Life.